# Szlavharad
Szlavharad (Слаўгарад, oroszul Szlavgorod) város Fehéroroszország Mahiljovi területének déli részén, a Szlavharadi járás székhelye. 2006-os becsült népessége 7,3 ezer fő . Mahiljovtól 75 km-re délkeletre, a Szozs-folyó és a Pronja összefolyásánál fekszik. 1945 előtt a Propojszk nevet viselte.

## Története
Első írásos említése 1136-ból származik, ekkor mint a Szmolenszki Nagyfejedelemség egyik települése (Prupoj) szerepel. Később Proposek néven szerepel az évkönyvekben. Ebből az időből származnak a két folyó összefolyásánál levő dombon (Zamkovaja Gora) feltárt erődítmény maradványai. A 14. században a Litván Nagyfejedelemség része lett, majd Lengyelország első felosztásakor, 1772-ben Oroszországhoz került. II. Katalin cárnő a Golicin hercegeknek adományozta a települést és környékét. A 19. századra elveszítette központi szerepköreinek többségét. 1924-ben járási székhely lett. 1938. szeptember 27-én városi jellegű településsé nyilvánították. 1941. július 16-án, kétnapos harc után foglalták el a németek. A megszállás ideje alatt a városban és a járásban mintegy 2 ezer lakos esett a nácik áldozatául. 1943. november 25-én szabadult fel, 1945. május 23-án a nevét Szlavgorodra változtatták és egyben városi rangot kapott. 1989-ben 8,1 ezer lakosa volt. 

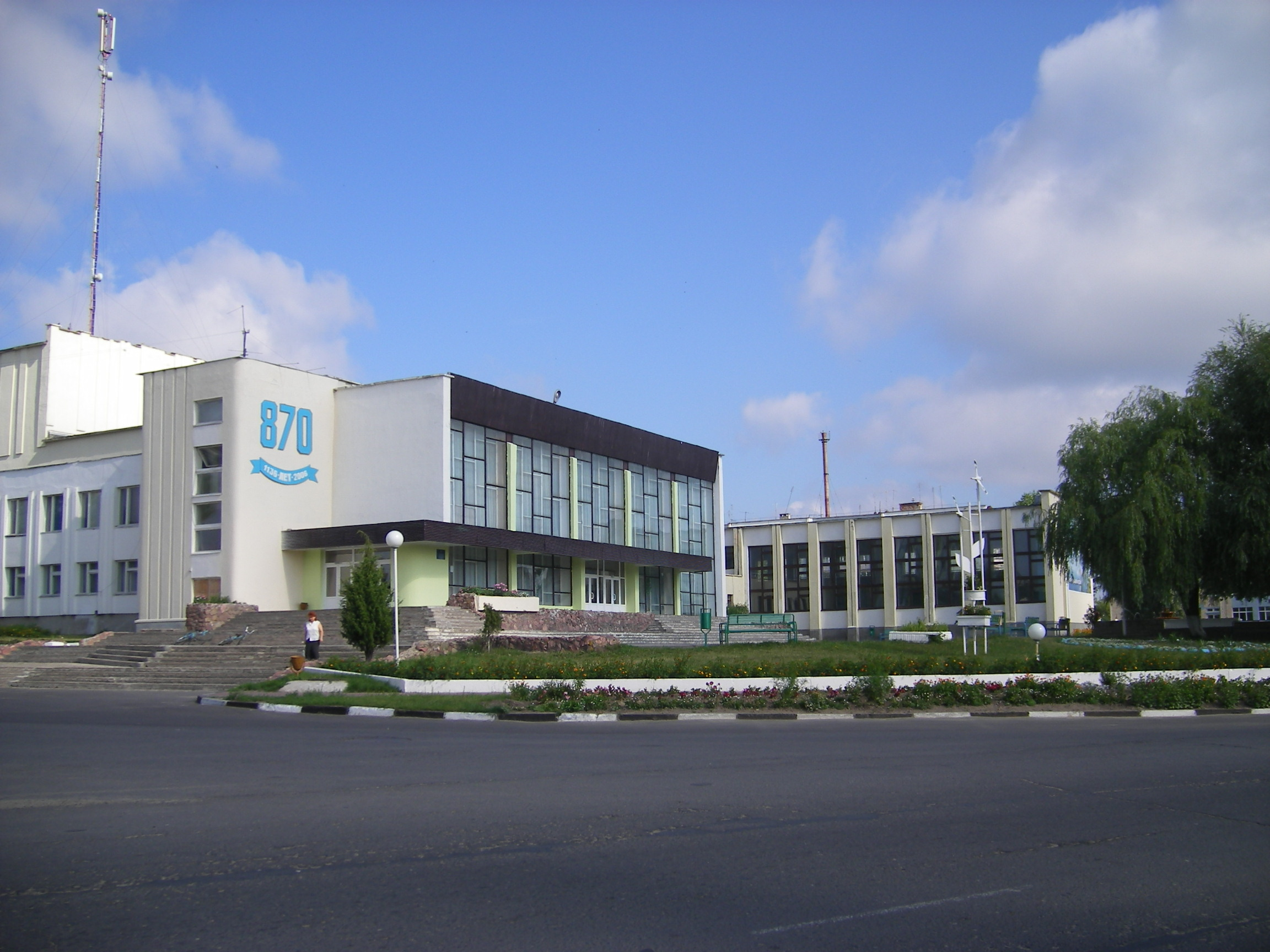
Szlavharadi utcakép

## Gazdasága

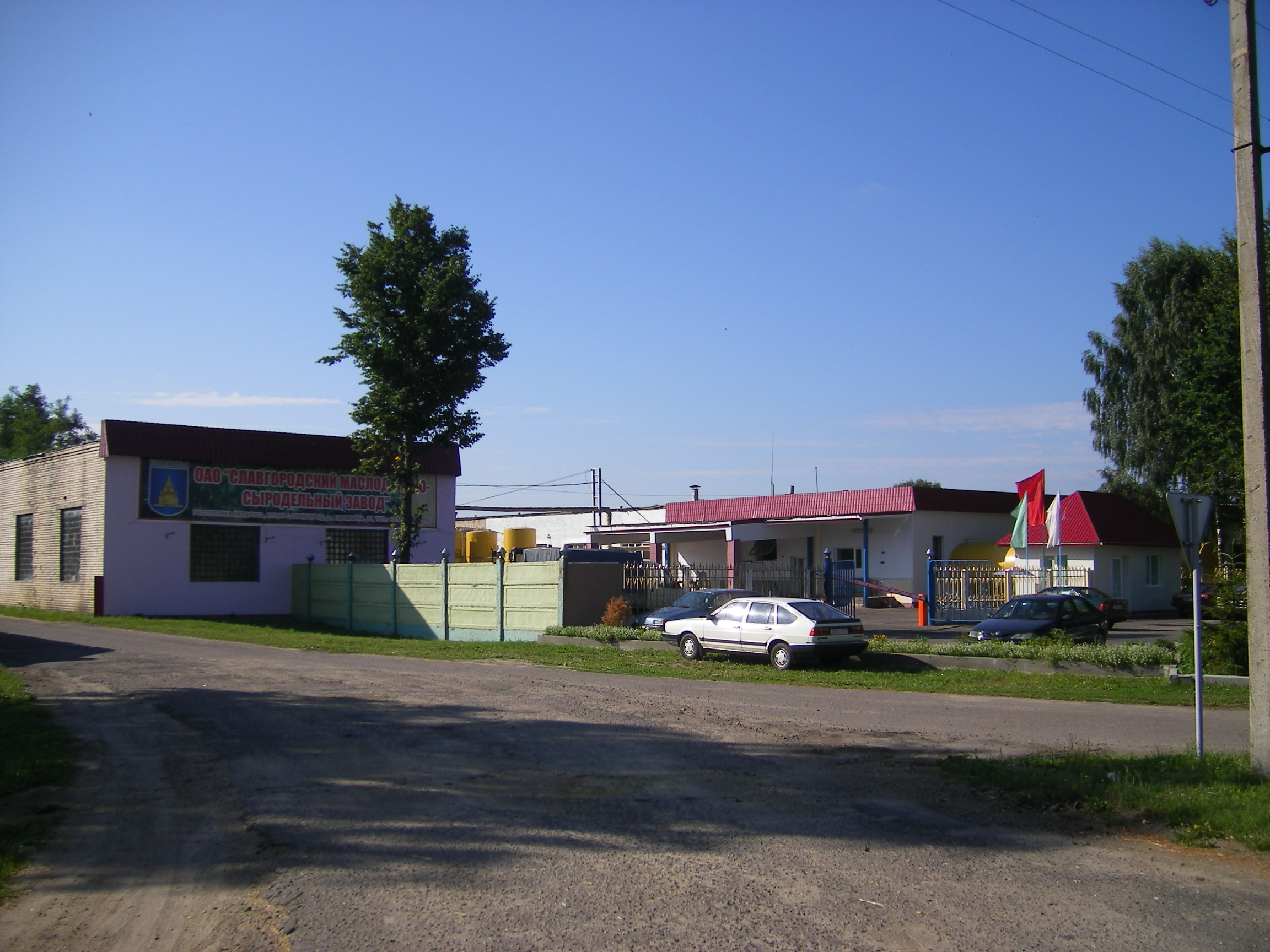
A tejfeldolgozó üzem épülete

Szlavharad legfontosabb iparága az élelmiszeripar, melynek fő képviselője a tejfeldolgozással, vaj- és sajtkészítéssel foglalkozó Szlavgorodszkij szirogyelnij zavod. Jelen van a városban a téglagyártás és a gyümölcsfeldolgozás is.
A város mellett halad el a Babrujszkot (138 km) Moszkvával (526 km) összekötő nemzetközi (A101, P43) főút. A P71-es út a területi székhellyel (75 km) teremt összeköttetést. 

## Nevezetességek
A városközpont az Oktyabrszkaja és a Leninszkaja utca kereszteződésének környéke, amelyet szépen parkosítottak. Itt áll a járási hivatal épülete és a város legértékesebb műemléke, a Szűz-Mária-templom (церковь Рождества Богородицы), mely 1791-1793 között épült. Érdekessége a nyolcszögletű kupola és a hozzá tartozó harangtorony, melyet 2006-ra teljesen felújítottak. Néhány 18.-19. századi épület is fennmaradt a városban, mint a régi postaállomás és az iskola épülete. A 18. századi Tyoplaja-templomnak már csak romjai maradtak fenn.